# Старо Село (Оточац)
Старо Село је насељено мјесто у Лици. Припада граду Оточцу, Личко-сењска жупанија, Република Хрватска.

## Географија
Старо Село је удаљено око 3 км сјеверно од Оточца.

## Прошлост
У месту је 1858. године освећена нова православна црква посвећена Св. Николи.

## Становништво
Према попису из 1991. године, насеље Старо Село је имало 153 становника, међу којима је било 137 Срба, 13 Хрвата и 3 осталих. Према попису становништва из 2001. године, Старо Село је имало 17 становника. Старо Село је према попису становништва из 2011. године, имало 33 становника.
| Националност       | 1991. | 1981. | 1971. | 1961. |
| Срби               | 137   |       |       | 254   |
| Хрвати             | 13    |       |       | 12    |
| Словенци           |       |       |       | 1     |
| остали и непознато | 3     |       |       |       |
| Укупно             | 153   | 187   | 248   | 267   |

| Демографија (Старо Село Оточко) | Демографија (Старо Село Оточко) | Демографија (Старо Село Оточко) |
| Година                          | Становника                      | Становника                      |
| ------------------------------- | ------------------------------- | ------------------------------- |
| 1961.                           | 267                             |                                 |
| 1971.                           | 248                             |                                 |
| 1981.                           | 187                             |                                 |
| 1991.                           | 153                             |                                 |
| 2001.                           | 17                              |                                 |
| 2011.                           |                                 | 33                              |

## Познате личности
- Арсен Диклић, српски писац, филмски и ТВ сценариста